# Lomtjärnen (Svartnäs socken, Dalarna, 675392-151246)
Lomtjärnen är en sjö i Falu kommun i Dalarna och ingår i Gavleåns huvudavrinningsområde.